# Смирнов, Алексей (гиревик)
Алексе́й Смирно́в (род. 26 февраля 1984) — российский спортсмен-гиревик. Победитель первенства России в двоеборье (2013), серебряный призёр Кубка России (2007)

## Биография
Работает в ОНПП «Технология».
В гиревом спорте тренируется у Михаила Трофимова.

## Достижения
- Победитель первенства России в двоеборье (2013)[3]
- Серебряный призёр Кубка России (2007)[2]